# 71-421Р
71-421Р «Довла́тов» — двухсекционный трамвайный вагон, разработанный компанией Уралтрансмаш для Санкт-Петербурга. В ноябре 2023 года первый экземпляр поступил в Санкт-Петербург.

## История создания
Построенный в конце XIX века на Петроградском острове трамвайный парк № 3 является самым старым трамвайным парком Санкт-Петербурга, объектом культурного наследия и охраняется КГИОП. Особенностью этого парка является, что заезд на его территорию и в депо осуществляется по кривым радиуса 14 метров. Трамваи с частичным уровнем низкого пола и более ранние высокопольные модели со ступеньками вписываются в имеющиеся габариты, в отличие от современных низкопольных моделей, для которых нужен радиус поворота не менее 16—18 метров. Обеспечить эксплуатацию новых вагонов можно было бы переносом расположенных на краях участка административных зданий, вееров и въездных ворот. Также для сохранения одновременного въезда и выезда вагонов потребовалось бы увеличить расстояние между двумя парами путей на прилегающей улично-дорожной сети, для чего нужно было разрабатывать проект планировки и согласовывать его в течение минимум нескольких лет. Радиус исторических криволинейных участков путей трамвайного парка на Васильевском острове также составляет 14 метров.
Весной 2021 года губернатором Санкт-Петербурга была одобрена 8-летняя комплексная программа развития электрического транспорта, согласно которой для эксплуатации в центре города, на Васильевском острове, Петроградской стороне и у Финляндского вокзала должны были быть закуплены 85 ретросоставов, напоминающих либо ЛМ-33, либо ЛМ-57, в одобренной правительством заявке были указаны 76 составов. В связи с тем, что завод по ремонту городского электротранспорта, в конструкторское бюро которого можно было направлять заказы на разработку подвижного состава для Санкт-Петербурга, был обанкрочен, а у почти у всех оставшихся российских производителей либо отсутствовали ресурсы, либо линии для сборки двухсекционных и трёхсекционных трамваев, размещение заявки на закупку которых планировалось выполнить в 2022 году, фактически двумя единственными возможными вариантами остались заказы на разработку новых моделей у компании «ПК Транспортные системы», либо у «Уралтрансмаша».
В начале июля 2022 года на выставке «ИННОПРОМ-2022» АО «Уралтрансмаш» представил эскизы внешнего вида разрабатываемых для Санкт-Петербурга трамваев. Сообщалось, что двухсекционные четырёхосные вагоны получат название «Петроградка», а трехсекционные шестиосные — «Коломна» — в честь исторических районов, в которых будут эксплуатироваться.
В июле — августе 2022 года Правительство Санкт-Петербурга провело в социальной сети голосование по выбору цвета, наибольшее число голосов из трёх вариантов получил глубокий зелёный цвет.
В феврале 2023 года «Горэлектротранс» объявил конкурс на закупку 12 двухсекционных и 42 трёхсекционных трамваев со стопроцентно низким полом, возможностью эксплуатации на кривых радиуса 14 метров и в облике, напоминающем трамваи, работавшие в Ленинграде в 1950-е — 1960-е годы.
24 ноября 2023 года было объявлено, что первый двухсекционный трамвайный вагон прибыл в Санкт-Петербург.
4 декабря 2023 года трамвай выехал на улицы города для прохождения сертификационных испытаний.
26 декабря 2023 года был осуществлён первый рейс с пассажирами.
12 апреля 2024 года проходивший обкатку вагон, следуя по Наличной улице, выехал на перекрёсток с улицей Одоевского на запрещающий сигнал светофора и совершил наезд на пешеходов, переходивших трамвайные пути по переходу. После ДТП в СМИ появилась информация о том, что к наезду на людей может иметь отношение система помощи водителю на основе искусственного интеллекта, установленная на трамвае. По данным разработчика системы, в момент аварии система автопилотирования была отключена, трамвай находился на ручном управлении. В одном из протоколов осмотра после ДТП указано, что система торможения реагирует штатно в рабочем режиме, но башмак рельсового тормоза (БРТ) не срабатывает при переводе контроллера в экстренный режим ТР, в котором на рельсы ещё и должен сыпаться песок, но при этом сам БРТ включается и другими органами управления. В ходе проведённой после ДТП точечной ночной обкатки вагона было выявлено, что на позиции «Т7» контроллера управления водителя отсутствует электромагнитное торможение (торможение рельсовым тормозом), на остальных позициях торможение присутствует, иные системы управления трамвайным вагоном, включая тормозную, исправны. По версии следствия, дорожная авария произошла по вине вагоновожатого, который нарушил правила дорожного движения, выбрав небезопасный скоростной режим, и пренебрёг должностной инструкцией, не проверив действие всех видов тормозов транспортного средства.
7 мая 2024 года у трамвая случился излом сочленения на остановке «Станция метро „Горьковская“».

## Конструкция
Основной задачей, которую решали при конструировании вагона, являлось обеспечение возможности движения в кривых радиуса 14 метров. Трамвай имеет в себе декоративные элементы, напоминающие ранее эксплуатируемый в Ленинграде высокопольный трамвай ЛМ-57. Для двухсекционного одностороннего вагона было выбрано название «Довлатов» (для трёхсекционной версии — «Достоевский»).
В салоне размещено интерактивное окно-экран «Белые ночи» c навигационной и туристической информацией.